# 진다이촌 (아키타현)
진다이촌(神代村)은 아키타현 센보쿠군에 있던 촌이다. 현재의 센보쿠시 남서부, 카쿠다테 시가의 북동 일대에 해당한다.

## 역사
- 1889년 4월 1일 - 정촌제 시행에 의해 6촌의 구역으로 성립하였다.
- 1956년 9월 30일 - 오보나이정, 다자와정과 합병해, 다자와코정이 성립하였다. 동일 진다이촌이 폐지되었다.

## 교통

### 철도
- 일본국유철도
  - 오보나이선(현:다자와코 선)

현재는 구촌역에 아키타 내륙 종관 철도 아키타 내륙선의 우고오타역이 소재하지만, 당시는 미개업.

### 도로
- 국도 46호선